# Nintendo
Nintendo (jap. 任天堂株式会社 Nintendō Kabushiki-gaisha) – japońskie przedsiębiorstwo założone 23 września 1889 przez Fusajirō Yamauchiego, w celu produkowania kart hanafuda do japońskiej gry o tej samej nazwie. W ciągu kilkudziesięciu lat przedsiębiorstwo zajęło się rynkiem gier konsolowych i stało się jednym z potentatów w tej dziedzinie.
Wśród najpopularniejszych konsol Nintendo można wymienić Game Boy, Super Nintendo Entertainment System, Nintendo DS, Wii czy Nintendo Switch. Nintendo wydało także wiele wpływowych franczyz, m.in. Mario, The Legend of Zelda, Star Fox oraz Pokémon. Przedsiębiorstwo i jego pracownicy zostali nagrodzeni licznymi nagrodami, w tym Game Developers Choice Awards oraz British Academy Games Awards.

## Historia

### Początki
Nintendo zostało założone w 1889 r. przez japońskiego biznesmena, Fusajirō Yamauchi, jako małe przedsiębiorstwo działające pod firmą Nintendō Koppai. Siedziba przedsiębiorstwa mieściła się w Kioto, w Japonii. Przedsiębiorstwo zajmowało się produkcją i sprzedażą kart do gry nazywanych hanafuda. Z czasem karty zdobyły popularność i Yamauchi podjął decyzję o rozpoczęciu masowej produkcji.

### Okres inwestycji
W 1956 r. Hiroshi Yamauchi udał się do USA na rozmowy z United States Playing Card Company, przedsiębiorstwem dominującym w produkcji i sprzedaży kart do gry na terenie USA. Uzyskał tam licencję na wykorzystywanie postaci stworzonych przez Disneya i umieścił je na swoich kartach.
W 1963 r. przedsiębiorstwo zmieniło firmę z Nintendo Playing Card Company Limited na Nintendo Company, Limited. Wtedy też zaczęło eksperymentować w innych obszarach biznesu, korzystając ze świeżego zastrzyku gotówki. W okresie od 1963 do 1968 Nintendo otworzyło przedsiębiorstwo taksówkarskie, sieć „hoteli miłości” (typ hoteli oferujących pokoje do uprawiania seksu), sieć telewizyjną, przedsiębiorstwo produkujące żywność oraz wiele innych produktów (włączając zabawkowy, zdalnie sterowany odkurzacz Chiritory).
Wszystkie przedsięwzięcia poza produkcją zabawek upadły. Wkrótce po letnich igrzyskach olimpijskich w Tokio (1964) sprzedaż kart do gier uległa zahamowaniu i przedsiębiorstwo znalazło się w trudnej sytuacji.
W latach 70. XX wieku Yamauchi zatrudnił Gunpei Yokoi oraz Shigeru Miyamoto, z którymi opracował nową wizję przyszłości przedsiębiorstwa.

### Era elektroniki
Yamauchi dostrzegł, że rynek gier wideo może przynieść przedsiębiorstwu duże zyski i postanowił wejść w tę branżę. Pierwszym krokiem do sukcesu było kupienie w 1975 r. praw do dystrybucji konsoli Magnavox Odyssey w Japonii. W tamtym okresie gry video w domach były ogromną rzadkością, więc przedsiębiorstwu niełatwo było zdobywać klientów.
Pierwszym automatem do gry Nintendo, był wydany w roku 1978 Computer Othello. W następnych latach firma wprowadziła na rynek wiele innych gier, w tym jedną z najpopularniejszych – Radar Scope. Ogromnie popularny Donkey Kong został wydany w 1981 r. nie tylko na automaty do gry, ale także na konsole Atari 2600, Intellivision czy ColecoVision. Ten typ wydawania gier okazał się o wiele bardziej dochodowy dla przedsiębiorstwa, więc zarząd zdecydował o produkcji większości gier z tego okresu nie tylko na automaty, ale także na konsole innych przedsiębiorstw. W roku 1983 Nintendo zadebiutowało wprowadzeniem na japoński rynek konsoli Famicom (Family Computer), a w 1985 roku, jego międzynarodowej wersji nazwanej Nintendo Entertainment System (NES) oraz GameBoya 4 lata później. Obie platformy odniosły ogromny sukces na całym świecie.

### Nintendo w Polsce
6 października 1994 roku Nintendo otworzyło przedstawicielstwo w Polsce, a jego działania koordynowało założone przez Dariusza Dąbskiego przedsiębiorstwo Entertainment Systems Poland wraz z siecią czterech autoryzowanych dystrybutorów – ATM, Elemis Elektronik, Lukas Toys i American Computer and Games. Spółka współpracowała z austriackim przedsiębiorstwem Stadlbauer Marketing – centralą Nintendo na Europę Środkowo-Wschodnią. W 1999 roku Stadlbauer scentralizował sprzedaż i przejął jednego z dystrybutorów – Lukas Toys, a drugim pośrednikiem został Optimus SA, zarządzany od tego roku przez wcześniej wspomnianego Dariusza Dąbskiego. Optimus zakończył współpracę wraz z odejściem Dąbskiego w 2001 roku, natomiast drugie przedsiębiorstwo odpowiadało za sprawy Nintendo do 2007 roku, kiedy pojawiło się Stadlbauer Polska. Umowa pomiędzy austriacką centralą a japońskim producentem zakończyła się w 2013 roku. Rok później Nintendo podpisało nową umowę z ConQuest Entertainment – spółką odpowiedzialną za produkty tego koncernu również w innych krajach Grupy Wyszehradzkiej. Przedsiębiorstwo to jest również obecnie oficjalnym dystrybutorem na Polskę japońskiego koncernu.
Nintendo wspierało wydawanie dwóch czasopism tematycznych o ich gra i konsolach - GameBoy Magazyn (lata 2001-2003) i GBmore (lata 2003-2004).

## Produkty
Przedsiębiorstwo stworzyło dziewięć  konsoli gier wideo: Color TV-Game, Nintendo Entertainment System (znane jako NES), SNES, Nintendo 64, GameCube, Wii, Wii U, Nintendo Switch oraz Nintendo Switch 2 – a także wiele konsoli przenośnych, włączając w to dziewięć odsłon konsoli z serii Game Boy (poniżej pełna lista), Game & Watch, Virtual Boy, Nintendo DS oraz Nintendo 3DS.

### Color TV-Game

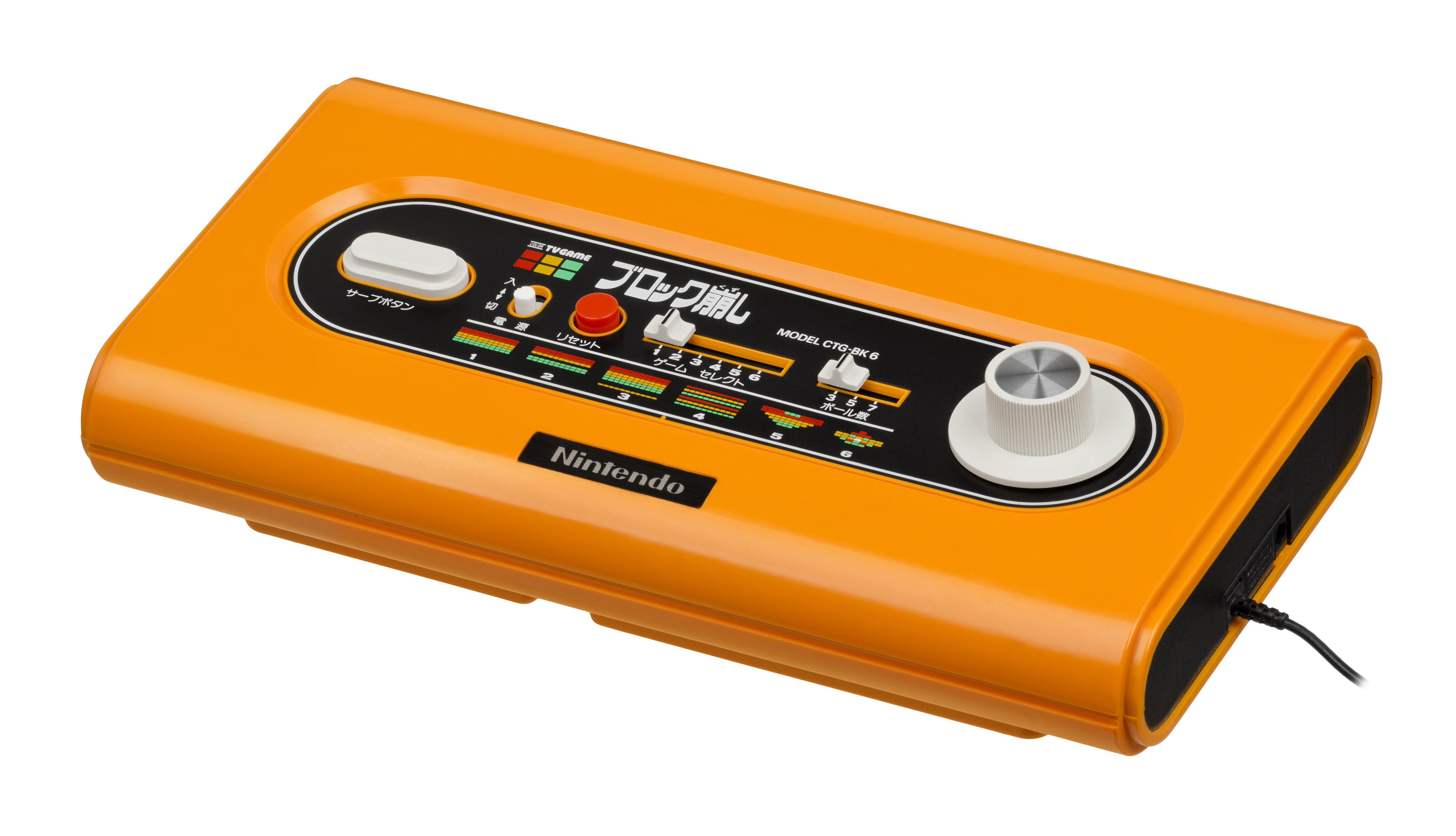
Konsola Nintendo Color TV-Game

Seria Color-TV Game to konsole domowe, nie używające wymiennych mediów (kartridży) – każda pozwalała na granie w kilka wersji tej samej, wbudowanej w urządzenie gry (np. Ponga). Urządzenia były sprzedawane tylko w Japonii w latach 1977–1979.

### Game & Watch

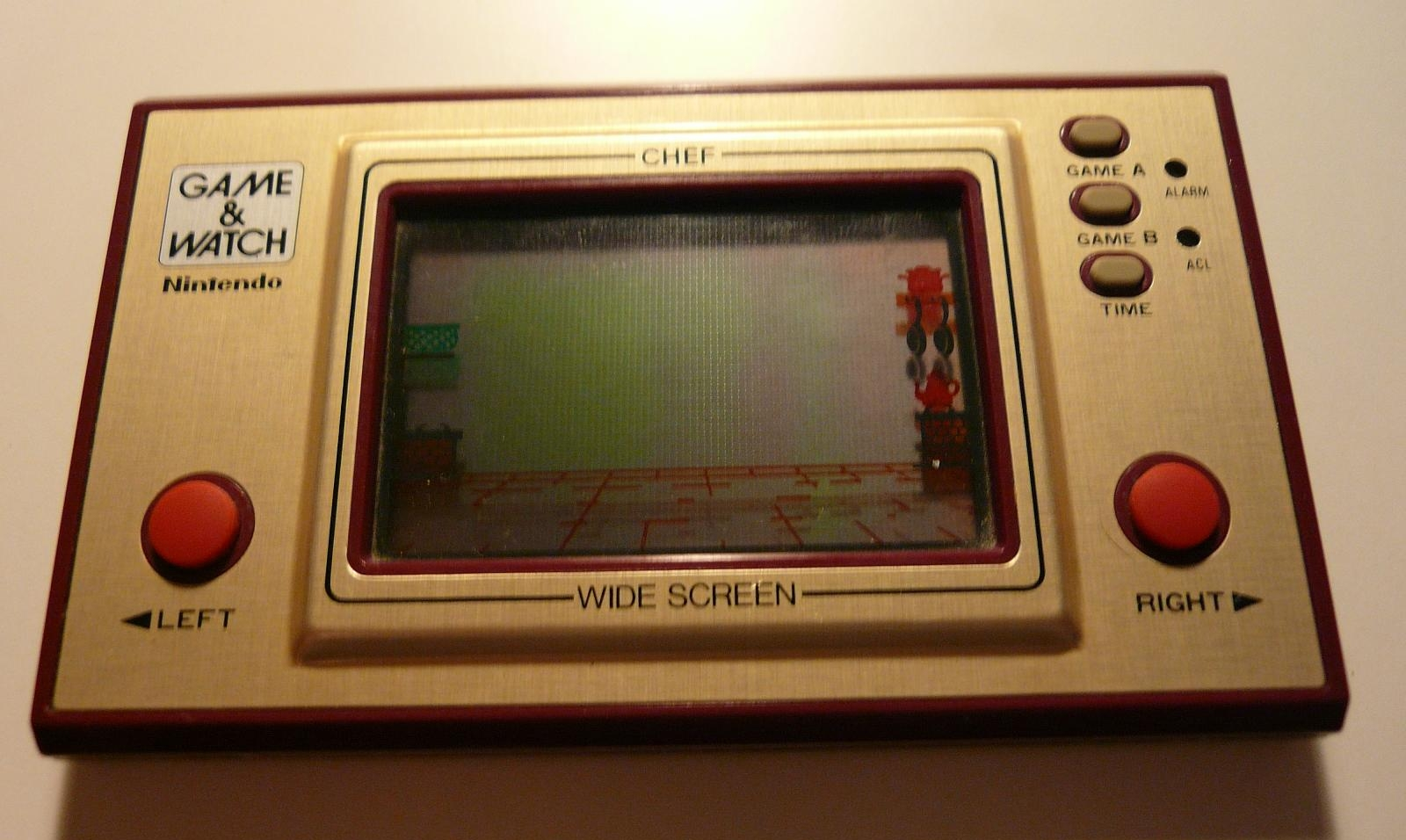
Konsola Nintendo Game&Watch

Seria konsoli przenośnych, które – podobnie jak Color TV-Game – nie używały wymiennych nośników danych, oferując jedną grę i (zazwyczaj) zegarek z alarmem. W Polsce znane są ich sowieckie klony przedsiębiorstwa Elektronika.

### Nintendo Entertainment System

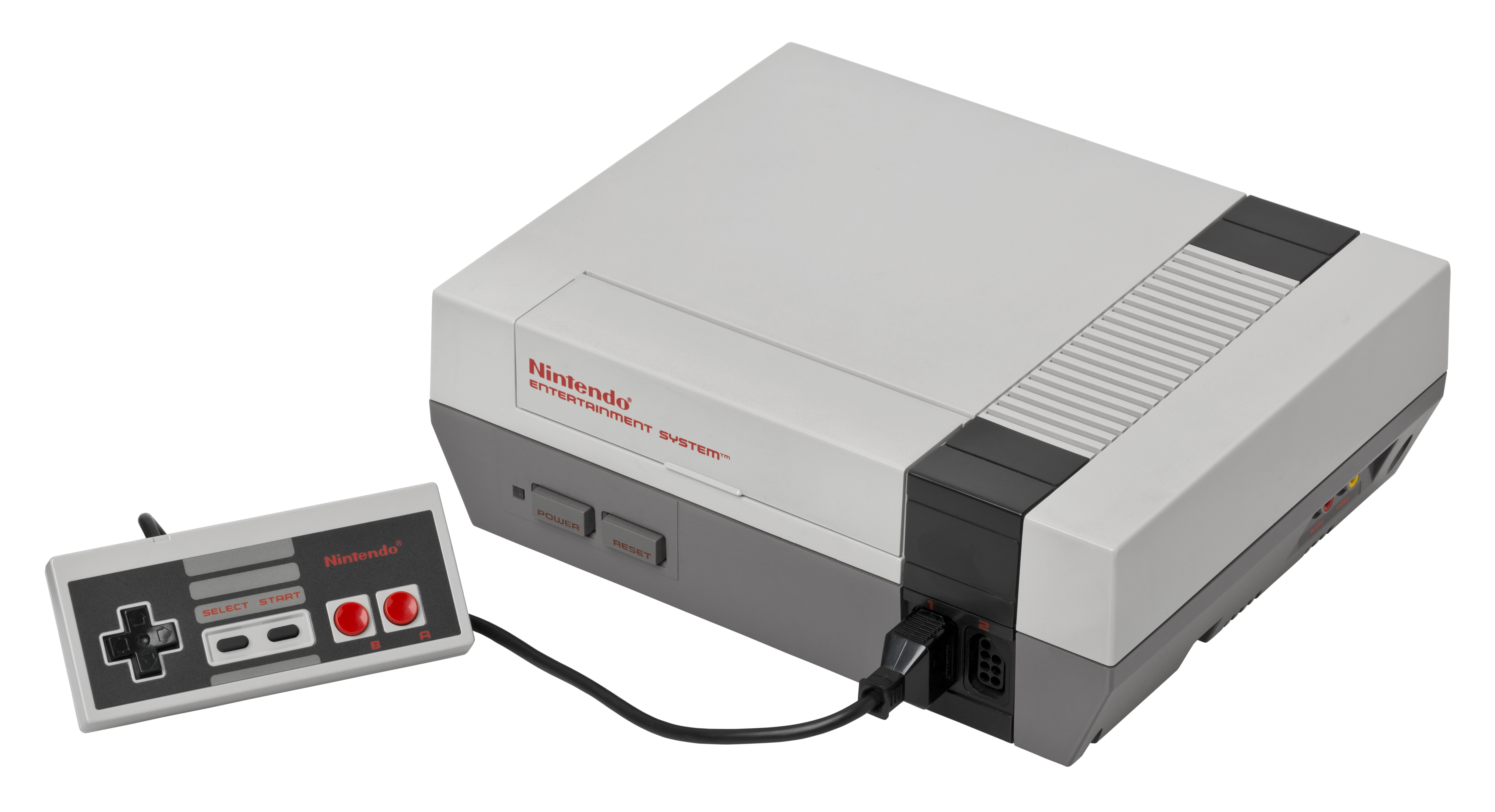
Nintendo Entertainment System

Nintendo Entertainment System (NES), to 8-bitowa konsola do gier wydana przez Nintendo w Ameryce Północnej, Brazylii, Europie, Azji i Australii. Jego japoński odpowiednik nazywał się Famicom. NES była swojego czasu jedną z najlepszych, a na pewno najlepiej sprzedających się konsoli do grania na świecie – Nintendo ogłosiło wynik sprzedaży na poziomie 60 milionów sztuk. Konsola ożywiła nieco przemysł gier video, po krachu w roku 1983 i ustanowiła nowe standardy wśród konsoli.

### Super Nintendo Entertainment System

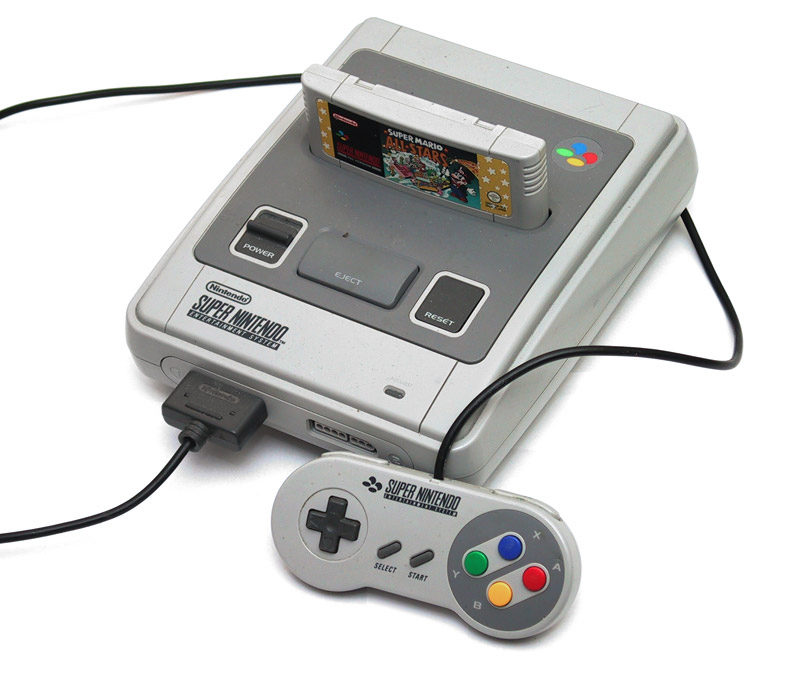
Super Nintendo Entertainment System

Super Nintendo Entertainment System, znany również jako Super Nintendo, Super NES czy SNES to 16-bitowa konsola wydana przez Nintendo w Ameryce Północnej, Brazylii, Europie i Australii. Jego japoński odpowiednik to Super Famicom. W Korei Południowej konsola była sprzedawana przez Hyundai Electronics pod nazwą Super Comboy.
Pomijając jego późny start, był najlepiej sprzedającą się konsolą w erze 16-bitowców. SNES sprzedał się w liczbie 49 milionów egzemplarzy na całym świecie.

### Nintendo 64

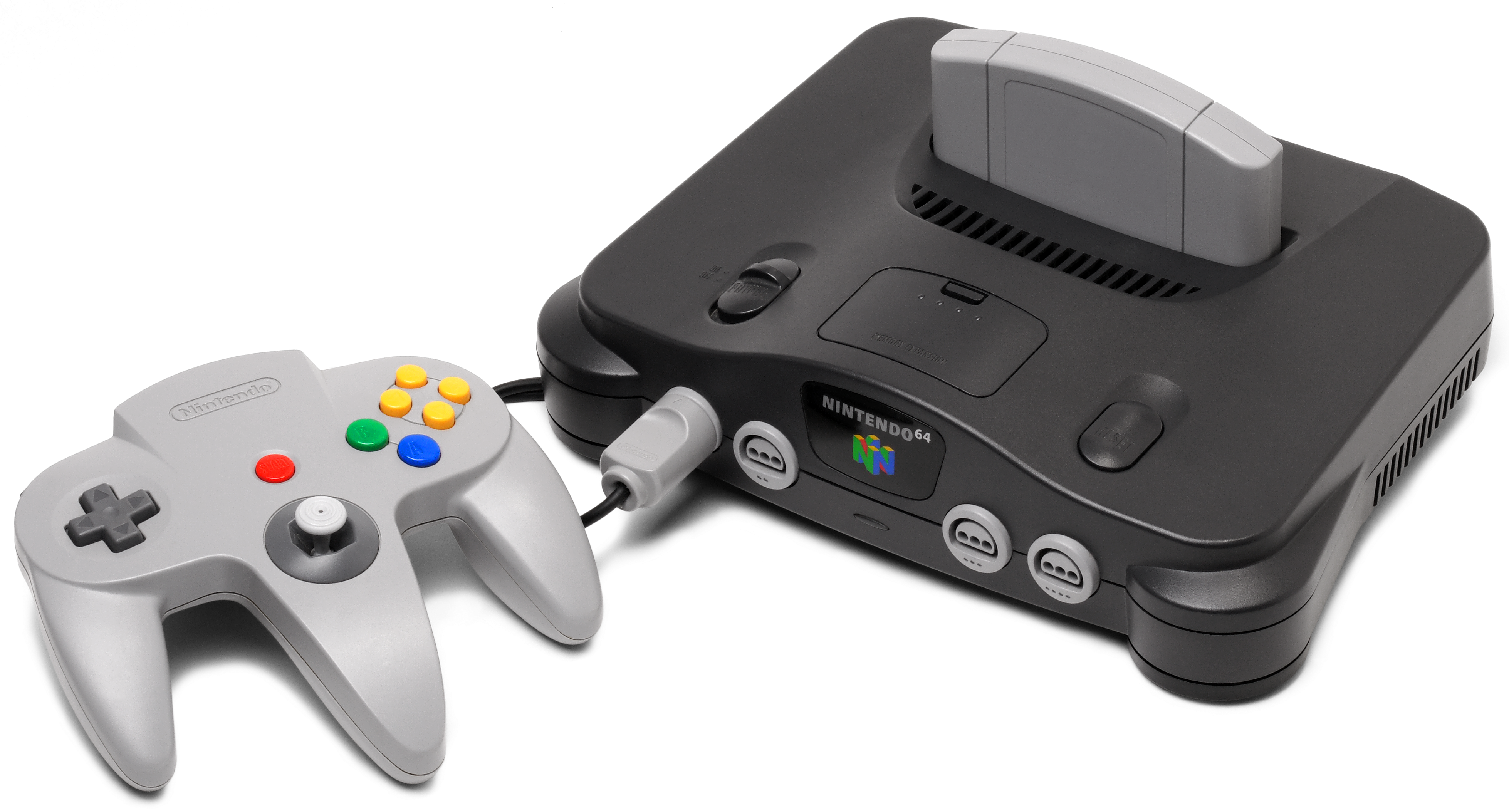
Konsola Nintendo 64

Nintendo 64, nazywana także N64, była trzecią domową konsolą do gier wydaną przez Nintendo. Premiera konsoli w Japonii miała miejsce 23 czerwca 1996 roku, w Ameryce Północnej – 29 września 1996, a w Europie – 1 marca 1997 roku. Oficjalnie prace nad konsolą rozpoczęły się 23 sierpnia 1993. Konsola posiada grafikę trójwymiarową i zostało na nią wydane 396 gier. Sprzedano ponad 32 mln egzemplarzy tej konsoli.

### Nintendo GameCube

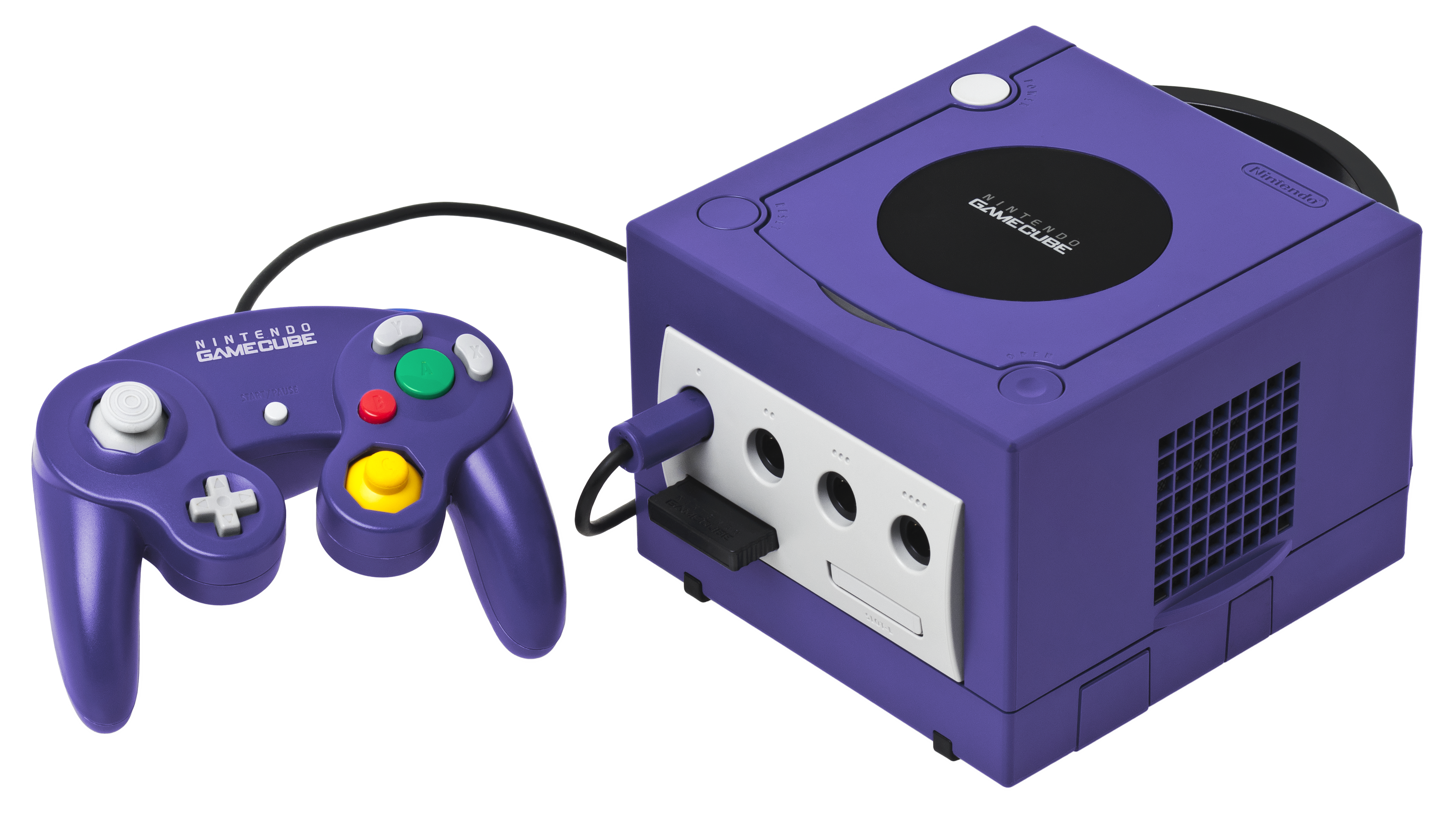
Nintendo GameCube

Nintendo GameCube (GC) – konsola szóstej generacji, produkcji Nintendo. GCN konkurował z PlayStation 2 i Xboksem. GameCube był pierwszym produktem Nintendo, w którym zostały użyte nośniki optyczne zamiast kartridży. W konsoli zastosowano lasery DVD przedsiębiorstwa Matsushita – Panasonic Q. W konsoli nie zostały jednak użyte nośniki DVD, lecz MiniDVD.
Do końca 2006 r. na całym świecie sprzedano 21 mln GCN oraz około 200 mln kopii gier na tę platformę.

### Wii

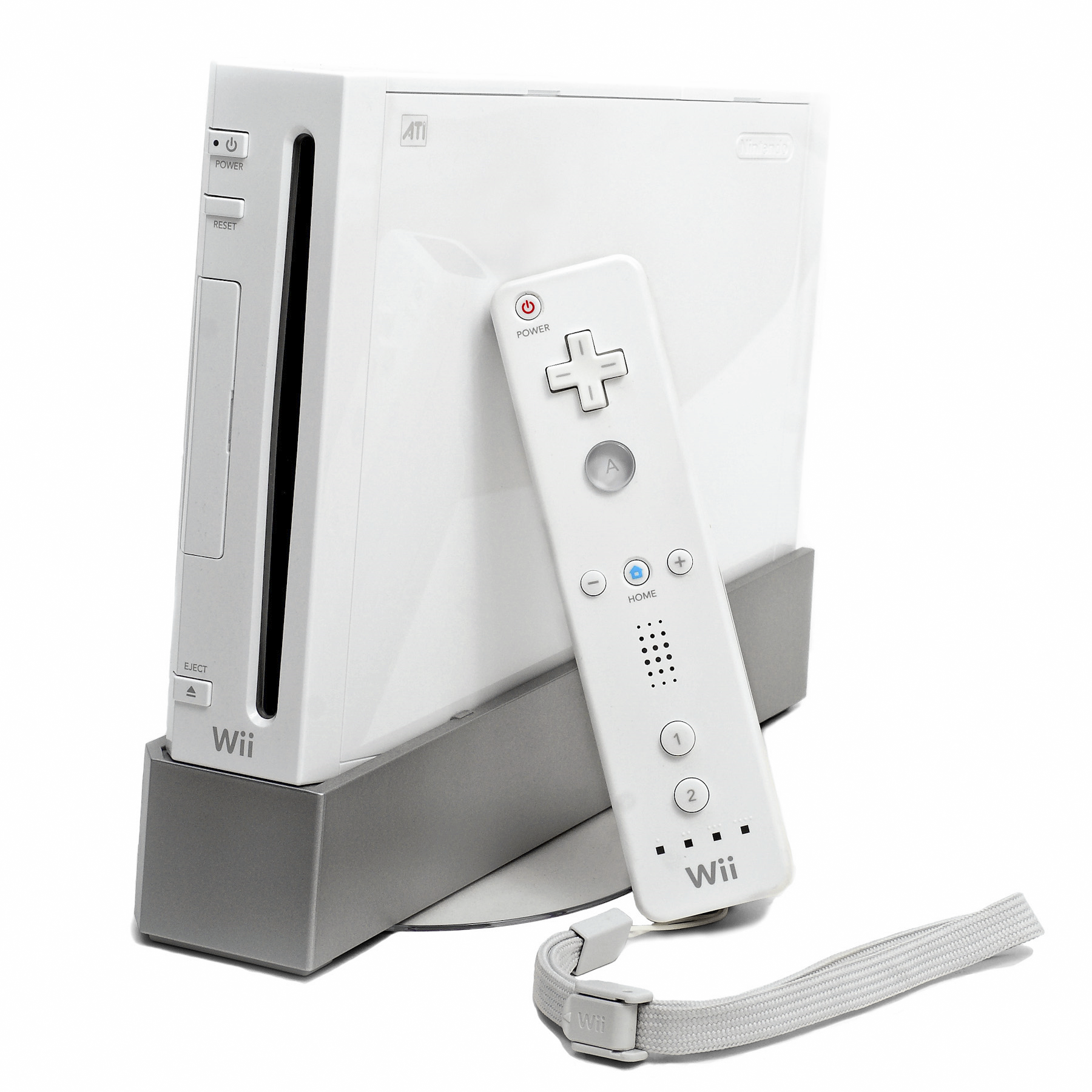
Konsola Wii

Konsola znana jest głównie ze swojego bezprzewodowego kontrolera, Pilota Wii, który może być używany jako urządzenie wskazujące i może wykrywać ruch w trzech wymiarach. Ważnym elementem konsoli jest również usługa WiiConnect24, która pozwala na otrzymywanie wiadomości i uaktualnień za pośrednictwem Internetu jednocześnie zużywając bardzo małą ilość energii elektrycznej.
Nintendo pierwszy raz wspomniała o konsoli w 2004 na konferencji prasowej przed E3, a pokazała ją publicznie na targach E3 w 2005. W sierpniu 2005 podczas Tokyo Game Show Satoru Iwata pokazał prototyp kontrolera konsoli. Na E3 w 2006 konsola wygrała jedną z przyznawanych nagród. Do dnia 8 grudnia 2006 konsola była dostępna na trzech kluczowych rynkach gier.

### Wii U

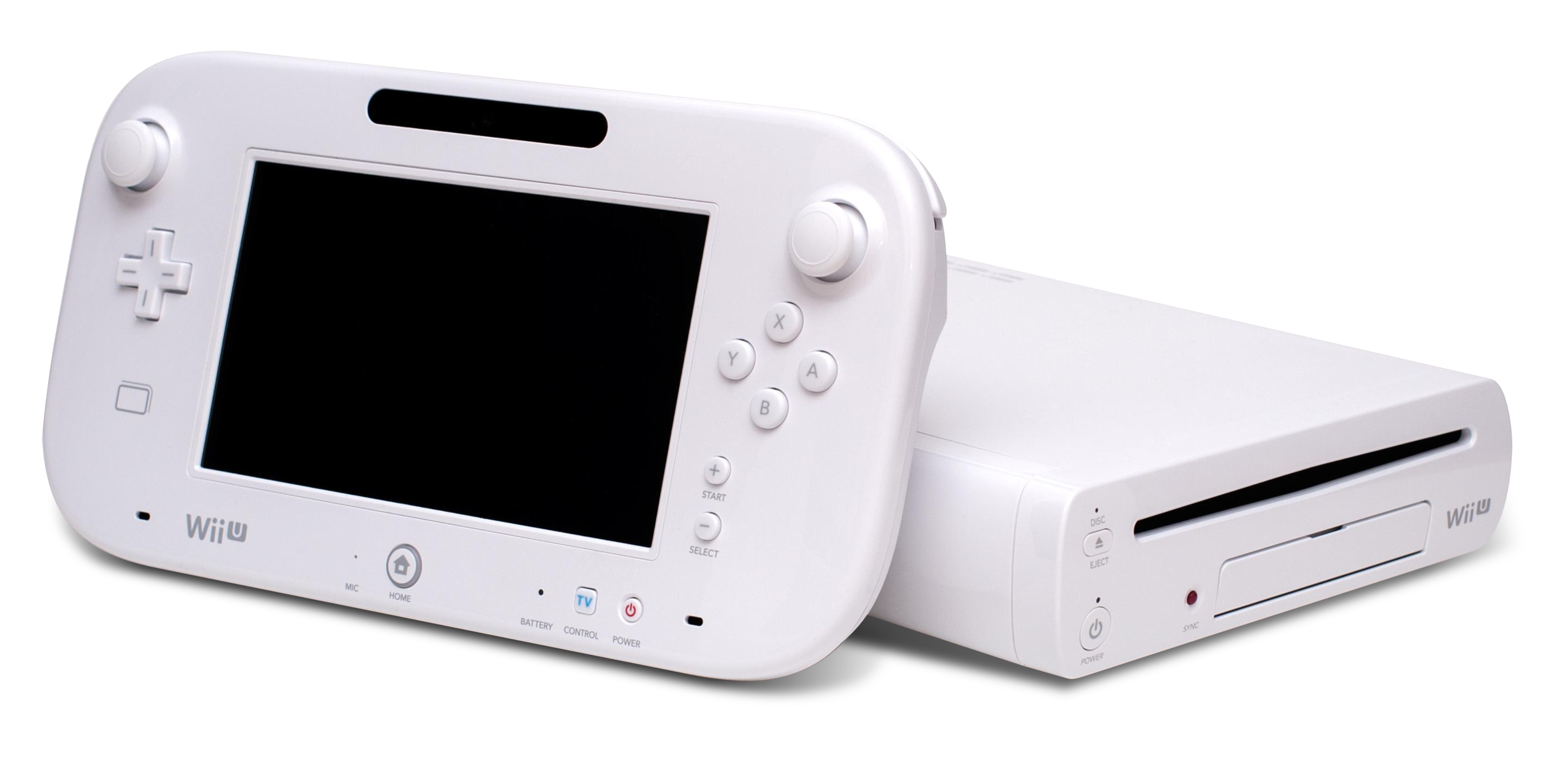
Konsola Wii U

Wii U – konsola gier wideo wyprodukowana przez japońską firmę Nintendo. Konsola została oficjalnie zapowiedziana 25 kwietnia 2011. Pojawiła się w sprzedaży 18 listopada 2012 roku w Ameryce Północnej. Premiera w Europie odbyła się 30 listopada, w Japonii 8 grudnia 2012.

### Switch

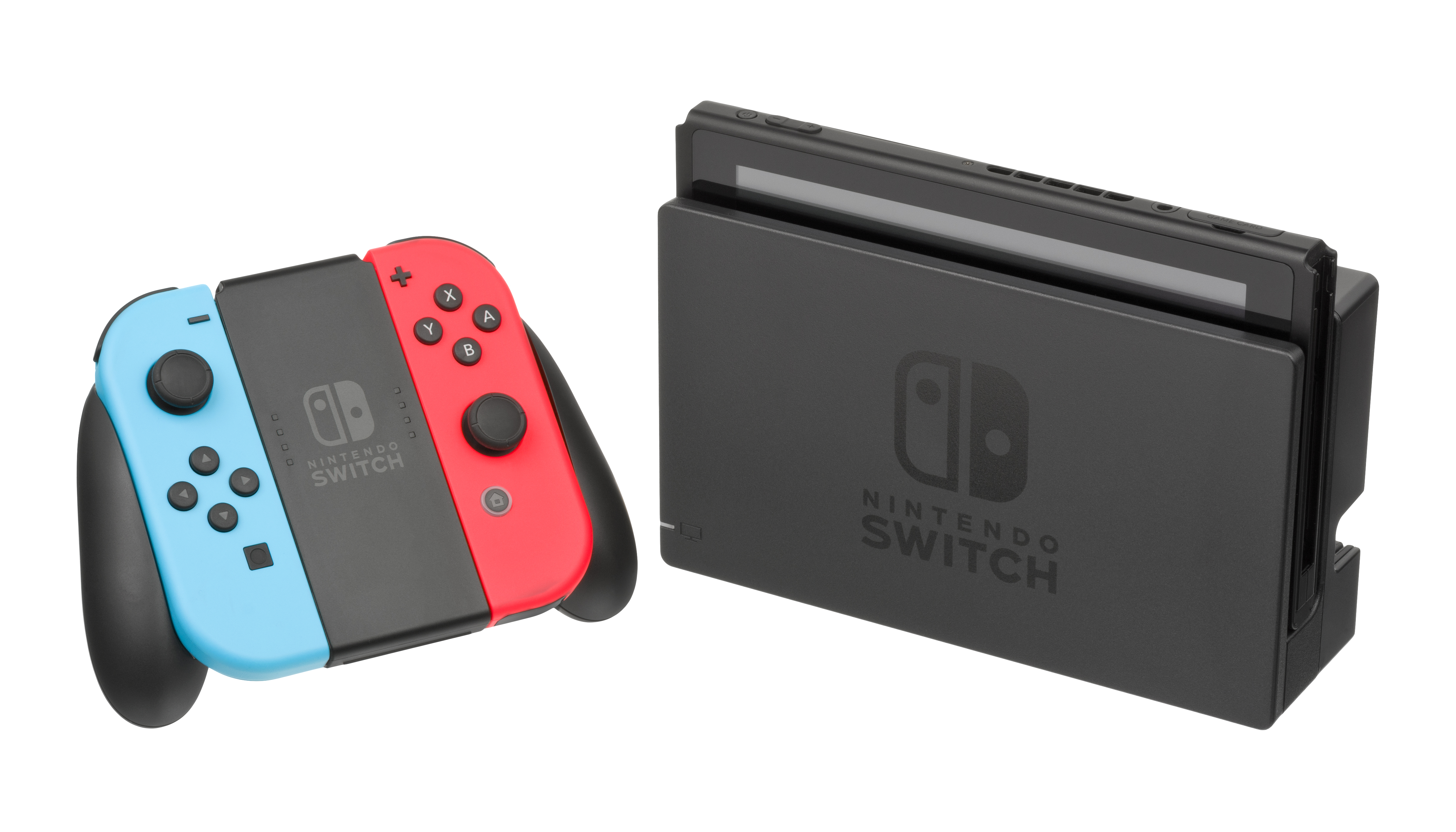
Konsola Nintendo Switch

Nintendo Switch – konsola gier wideo firmy Nintendo wydana 3 marca 2017 roku. Jest urządzeniem hybrydowym – działa i w trybie przenośnym i stacjonarnym.

### Switch 2
Nintendo Switch 2 – konsola gier wideo firmy Nintendo wypuszczona 5 czerwca 2025 roku Jest urządzeniem hybrydowym – działa i w trybie przenośnym i stacjonarnym.

### Game Boy

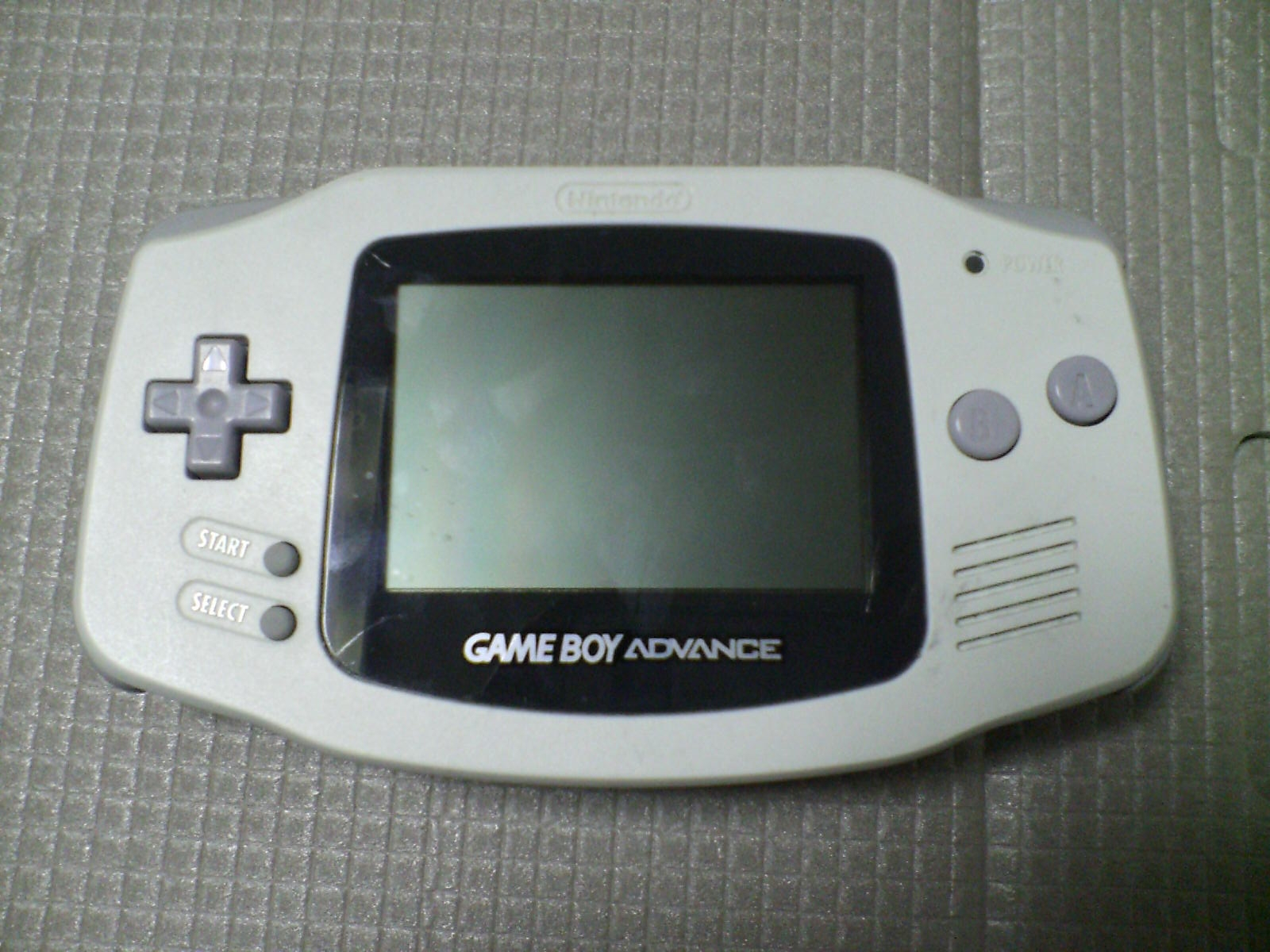
Game Boy Advance

Game Boy to seria przenośnych konsoli produkowanych przez Nintendo. Game Boy to jedna z najlepiej sprzedających się serii konsoli – do tej pory sprzedano ok. 188 mln sztuk na całym świecie. Pierwsza edycja Game Boy sprzedała się w liczbie 70 mln sztuk, Game Boy Color w liczbie 50 mln sztuk, a Game Boy Advance w liczbie ok. 77 mln sztuk do końca roku 2006. 13 września 2005 r. na świat wyszedł Game Boy Micro – pomniejszona i ulepszona wersja Game Boy Advance. Wersje Game Boy Pocket oraz Game Boy Light wydane w roku 1996 nie odniosły już takiego sukcesu jak inne produkty z serii.

### Nintendo DS

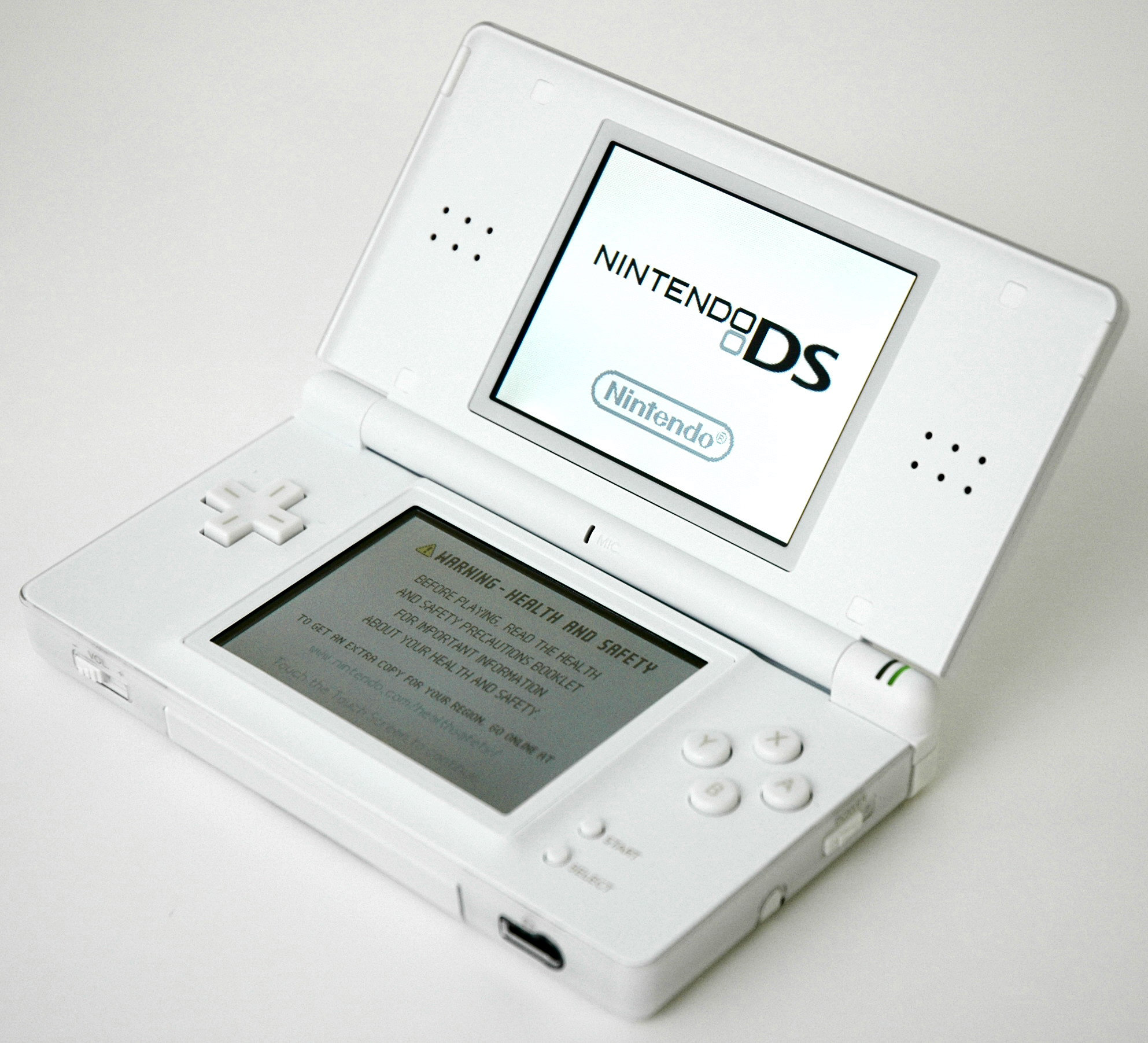
Nintendo DS Lite

Nintendo DS, w Chinach występująca pod nazwą iQue DS (z drobną modyfikacją oprogramowania), w skrócie po prostu DS lub NDS to dwuekranowa przenośna konsola gier wideo produkowana i sprzedawana przez Nintendo od 2004 roku. Jej następczyniami są konsole Nintendo DS Lite i Nintendo DSi.
Każdy z dwóch ekranów jest obsługiwany przez oddzielną jednostkę grafiki dwuwymiarowej. Konsola zawiera dwa procesory, główny ARM946E-S oraz dodatkowy ARM7TDMI; pierwszy służy przede wszystkim do obsługi grafiki oraz logiki gry, drugi do generowania dźwięku i obsługi dolnego ekranu dotykowego, jak również uruchamiania gier GBA. Oprócz wspomnianego ekranu dotykowego oraz szeregu przycisków, konsola zawiera wbudowany mikrofon oraz moduł Wi-Fi. Posiada stereofoniczne głośniki po obu stronach górnego ekranu oraz wyjście słuchawkowe.
2 marca 2006 wydana została wersja DS Lite, która charakteryzuje się designem wpasowującym w styl Nintendo Wii. Do lutego 2007 r. konsole rozeszły się liczbie ponad 37 mln sztuk.

### Nintendo 3DS

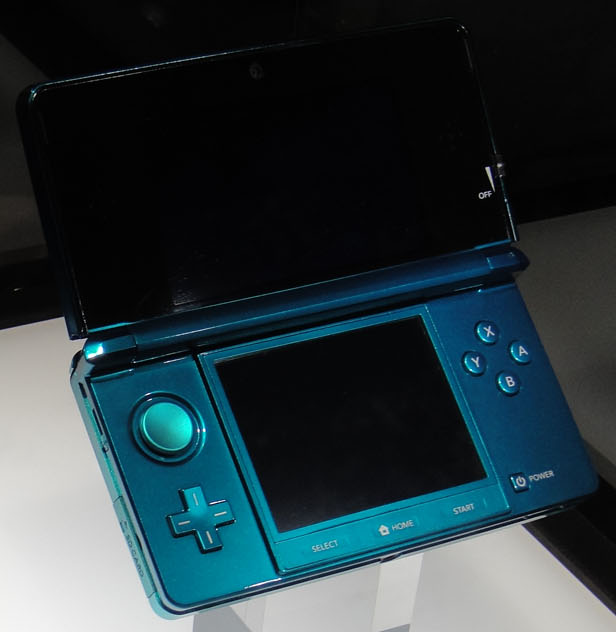
Nintendo 3DS

Nintendo 3DS – przenośna konsola, która została oficjalnie zaprezentowana na targach E3 15 czerwca 2010. Jej największym atutem jest górny ekran konsol z możliwością emitowania efektu 3D (za pomocą procesu autostereoskopowego) bez konieczności noszenia specjalnych okularów oraz dodanie gałki analogowej („circle pad”). Nintendo potwierdziła, że nowa konsola jest w pełni kompatybilna z całą serią oprogramowania dla Nintendo DS, DSi. Data premiery to 26 lutego 2011 r. dla Japonii oraz marzec 2011 r. dla Europy i Ameryki.

### Inne
- Game & Watch,
- Virtual Boy,
- Game Boy Pocket,
- Game Boy Light,
- Game Boy Color,
- Game Boy Advance
- Game Boy Advance SP
- Game Boy Micro,
- Pokémon Mini,